# 罗伯特·麦克斯韦

伊恩·罗伯特·麦克斯韦 MC（英語： Ian Robert Maxwell，本名扬·路德维克·海曼·本雅明·霍克；1923年6月10日—1991年11月5日）英国媒体企业家、议会议员、间谍嫌疑人及诈骗犯，猶太人，為猶太教正統派，生于捷克斯洛伐克，出身贫穷，曾参与第二次世界大战，加入捷克和斯洛伐克軍團，移民英国后投身出版业，曾收购牛津联足球俱乐部。去世后，公司财务状况表明他曾挪用镜报集团养老基金。电影《新鐵金剛之明日帝國》中乔纳森·普雷斯饰演的片中大反派艾略特·卡弗以他为原型。